# Ōkubo Tadachika
Ōkubo Tadachika est un nom japonais traditionnel ; le nom de famille (ou le nom d'école), Ōkubo, précède donc le prénom (ou le nom d'artiste).
Ōkubo Tadachika (大久保 忠隣, 1553-28 juillet 1628) est un daimyō du domaine d'Odawara dans la province de Sagami au début de l'époque d'Edo de l'histoire du Japon.
Ōkubo Tadachika est le fils de Ōkubo Tadayo, vassal héréditaire du clan Tokugawa dans ce qui est à présent une partie de la ville d'Okazaki. Il entre en service en tant que samouraï à l'âge de 11 ans et prend son premier poste de commandement au combat à 16 ans. Il sert dans la plupart des campagnes de son père, dont la bataille d'Anegawa en 1570, la bataille de Mikatagahara en 1573, la bataille de Nagashino en 1575, la bataille de Komaki et Nagakute en 1584 et le siège d'Odawara en 1590. Il en vient à être considéré comme l'un des conseillers les plus expérimentés et fiables de Ieyasu Tokugawa avec Honda Masanobu.
En 1593, il est affecté au poste de karō auprès de Tokugawa Hidetada. À la mort de son père en 1594, il devient chef du clan Ōkubo et daimyō du domaine d'Odawara, dont les revenus sont élevés à 65 000 koku. Lors de la bataille de Sekigahara, ses forces accompagnent celles de Tokugawa Hidetada le long du Nakasendō et arrivent en retard à la bataille en raison de la résistance de Sanada Masayuki au château d'Ueda dans la province de Shinano. En 1610, après la fondation du shogunat Tokugawa, il est nommé rōjū. C'est une période de grande intrigue politique puisque Tokugawa Ieyasu, retiré au château de Sunpu, continue à manipuler la politique de derrière les coulisses au mécontentement croissant de Hidedata et ses vassaux. Ōkubo Ōkubo Tadachika s'oppose au shogunat à l'occasion ce qui est appelé plus tard l'« incident de Ōkubo Nagayasu » de 1614. Son domaine est confisqué et il est réaffecté dans une petite propriété de hatamoto dans la province d'Ōmi, d'un revenu de 5 000 koku. Peu de temps après, il se retire de la vie publique et se fait moine bouddhiste sous le nom « Keian Dōhaku » (渓庵道白).

## Source de la traduction
- (en) Cet article est partiellement ou en totalité issu de l’article de Wikipédia en anglais intitulé « Ōkubo Tadachika » (voir la liste des auteurs).